# 阿舒拉夫·拉沙亞
阿舒拉夫·拉沙亞（英語：Achraf Lazaar；1992年1月22日—）是摩洛哥職業足球運動員，司職左後衛、左翼鋒。

## 球會生涯
2019年9月2日，拉沙亞租借加盟意乙俱乐部科森扎 。
2021年2月4日，拉沙亞和紐卡素双方达成一致，解除了他的合同。
2021年2月11日，拉沙亞与沃特福德签约，合约期至本赛季结束，并可选择再延长一年。